# Derek A. Ratcliffe
Derek Almey Ratcliffe (* 9. Juli 1929 in Islington, London; † 23. Mai 2005 in Leeming Bar, North Yorkshire) war ein britischer Ökologe und Naturschützer.

## Leben
Ratcliffe war der einzige Sohn von Frank Bernard Ratcliffe und Kathleen Marie Almey. Sein Vater war Soloorganist und Kinopianist, seine Mutter war Lehrerin für Französisch und Englisch. Er wuchs zunächst auf einer Farm südlich von Cromer in Norfolk auf. Neun Jahre später zog die Familie nach Carlisle. Ratcliffe studierte ab 1947 zunächst Zoologie an der University of Sheffield, wechselte dann jedoch zur Botanik. 1953 wurde mit einer Dissertation über die Gebirgsvegetation von Snowdonia an der Bangor University, Bangor, Wales zum Ph.D. promoviert. Anschließend diente er für ein Jahr bei den Royal Army Education Corps in Catterick. 1956 wurde Ratcliffe Mitarbeiter beim Nature Conservancy Council, zunächst in Edinburgh und ab 1963 in der Monks Wood Experimental Station in Abbots Ripton bei Huntingdon. Von 1970 bis 1973 war er stellvertretender Wissenschaftsdirektor. Von 1973 bis zu seinem Ruhestand im Jahr 1989 war er leitender Direktor. 1978 heiratete er Jeannette Chan-Mo, eine Sekretärin von der Insel Mauritius.
Ratcliffe erbrachte als erster Wissenschaftler den Nachweis, dass die Verwendung von Dichlordiphenyltrichlorethan, Dieldrin und anderen Pestiziden in der Landwirtschaft einen starken Rückgang der Greifvogelpopulationen in Großbritannien, insbesondere des Wanderfalken, zur Folge hatte. In den 1980er Jahren überzeugte Ratcliffe die britische Regierung, die Steuererleichterungen für die Anpflanzung von nichtheimischen Nadelbäumen in schottischen Torfmooren zu stoppen, da die Aufforstung das international bedeutende Feuchtgebiet Flow Country in den Grafschaften Caithness und Sutherland gefährdete.

## Werke
- 1962: Plant Communities of the Scottish Highlands (mit Donald McVean)
- 1977: A Nature Conservation Review. ISBN 0-521-21159-X
- 1980: The Peregrine Falcon. Poyser
- 1991: Bird Life of Mountain and Upland. Cambridge University Press, ISBN 0-521-33123-4
- 1997: The Raven. Poyser
- 2000: In Search of Nature. Broadfiel
- 2002: Lakeland. Collins New Naturalist.  ISBN 0-00-711304-8
- 2005: Lapland: a natural history. Poyser. ISBN 0-7136-6529-7
- 2007: Galloway and the Borders Collins New Naturalist. ISBN 0-00-717401-2. Posthum veröffentlicht, wenige Tage vor seinem Tod im Jahr 2005 vollendet.